# 藤本正樹
藤本 正樹（ふじもと まさき、1964年12月4日 - ）は、日本の惑星科学者。宇宙航空研究開発機構宇宙科学研究所副所長、教授、宇宙科学国際調整主幹、東京大学大学院併任教授、東京工業大学地球生命研究所主任研究員。ESA/JAXA共同水星探査計画「Bepi Colombo」プロジェクト・サイエンティスト、米国地球物理連合学会誌Journal of Geophysical Research編集長(2010-2013)を兼務。専門は、宇宙プラズマ物理・惑星系形成論。

## 略歴
- 1987年：東京大学理学部地球物理学科卒業。
- 1992年：東京大学大学院理学研究科地球物理学専攻博士課程修了、理学博士の学位を取得。指導教授西田篤弘[1]。

## 受賞歴
- 1996年：地球電磁気・惑星圏学会 大林奨励賞[4]
- 1998年：NASA Group Achievement Award
- 2000年：JGR Space Physics Excellence in Refereeing
- 2004年：地球電磁気・惑星圏学会 田中館賞   、東京工業大学挑戦的研究賞